# Anisonyx lyncx
Anisonyx lyncx är en skalbaggsart som beskrevs av Fabricius 1776. Anisonyx lyncx ingår i släktet Anisonyx och familjen Melolonthidae. Inga underarter finns listade i Catalogue of Life.